# ریشه‌ها (ترانه ایمجین دراگنز)
«ریشه‌ها» تک‌آهنگی از ایمجین دراگنز است که در ۲۷ اوت ۲۰۱۵ منتشر شد. این تک‌آهنگ در آلبوم دود + آینه‌ها قرار داشت. اولین بار در تاریخ ۲ام سپتامبر ۲۰۱۵ در ملبورن، استرالیا اجرا شد.